# まるごし刑事
『まるごし刑事』（まるごしデカ）は、北芝健原作・渡辺みちお作画による日本の漫画作品。『週刊漫画サンデー』（実業之日本社）にて連載された。単行本は全75巻。

## 概要
銃を持たない「丸腰」の刑事が、自慢の格闘術で悪に立ち向かうハードボイルドストーリー。元刑事である北芝が原作を手掛けている。
中年～壮年男性が主な読者層であることをしっかり考慮されており、主人公の丸越達に倒される悪人は初期から中期にかけて暴力団や海外シンジケート等地下組織、カルト教団、さらには典郷警視に代表される警察内部の闇組織であったが、後期には10代後半～20代の不良少年が加わる様になり、彼ら「悪い若者」を痛快に打ちのめすという、中～壮年世代がおおいにカタルシスを得られる作風となっている。また、丸越は不自然なまでに女性にもて、また悪の道に走った女性にも一切手を出さない紳士的なところも、中～壮年男性の共感を得られる要素となっている。

## 登場人物

### 主要キャラクター
丸越 和人（まるごし かずと）
主人公。37歳→38歳→39歳。身長178センチ、体重89キロ。名前を呼ばれる際は「まるごし」とひらがな表記になることが多い。
警視庁刑事部捜査一課捜査官で京橋警察署刑事課強行犯係を兼務。階級は巡査長→巡査部長(74巻)→警部(75巻最終話)。修道館空手と手(沖縄武術)の使い手。角刈りにサングラスと口髭がトレードマーク。武術に長けており、シルエットが乱れるという理由で拳銃を持たない「丸腰」がポリシーのはみだし刑事。最終学歴は早稲田大学卒業で、在学中はアメリカンフットボール部に所属していた。修道館拳法五段の使い手で高い力量を誇り、チンピラやヤクザ、果ては殺し屋にまで素手ゴロで立ち向かう。タバコに関しては「脳の血流量が減るから頭が悪くなる。エッチも弱くなる」という理由で禁煙している。同じ理由で「アルミカンが溶けて脳に入るとアルツハイマーの原因になる」として缶ビールも飲まない。おどけたりバツが悪くなると口調が変化して一人称が「ボク」になったりする。また気分が高揚すると「オイラ」になる(主に戦闘中)。連載当初はところかまわずといった感じで美女に手を出す節操のない性格で、言動もキザでワイルドあった。
恋多き男性でもあり様々な女性と関係を持つシーンが多々描写されている。ただし五十路とは違い基本的には一途であり、回ごとに関係を持った女性は違うものの浮気と取れる描写はない(五十路からは「今度は長く続くといいな」と言われており、その都度破局しているようである)。女性の一途な想いを踏みにじる男には容赦のない一面を持つ他、人を利用することしか考えない悪女から保身目的の取引を提案されたが事件解決後には平然と斬り捨てるなど、男女問わず「悪」には容赦しない。五十路曰く「善いことをすると脳内麻薬が出るので悪者ぶっちめが止まらなくなった中毒者」。特にヤクザに対しては当たりが強く、「任侠を語る悪人」としてその存在を肯定することはない。道を歩いていただけのヤクザに対しいきなり蹴りを入れたこともある。一方で、前職がヤクザだったとしてもしっかり足抜けした人間には敬意を払い相談に乗るなど、決して融通が利かない男ではない。交友関係が広く後輩の面倒見もいいので同僚には好かれており、上司からの信頼も厚い。池田管理官からも捜査方法がかなり非合法なものであったとしても黙認されたり、むしろ応援されている(その池田管理官も直接協力までしたこともある)。
見た目からよく「筋者」と勘違いされるが文武両道で頭脳明晰。たいてい作戦の立案者は彼となり、悪の権力者たちを幾度も罠に掛けて逮捕している。その一方でピンチになることも少なくはなく、相棒の五十路のフォローに助けられることもしばしば。喧嘩では相手の関節をへし折ったり、攻撃を裁いて反撃の一撃を与えることが多い(拳法の達人を相手にした時は互いに空中に飛び上がり攻防を繰り広げるという、人間離れした戦闘シーンもあった)。後半からは頭突き(パチキ)を多用するようになった。
五十路からは信頼されているが、被疑者相手に「甘い読み」をして楽観視することもあるため、そのことで窘められたことがある。五十路と比べると「疑う」ことに欠ける描写が目立つが、時には敵の罠を看破して五十路を救うこともあった。
警察学校時代、交番への体験学習の際に未亡人の美女に一目惚れするが、彼女が強盗に人質に取られた際に救出しようとして発砲し銃弾は未亡人に当たってしまう。惚れた女性を誤射したことから「決して拳銃は持たない」と堅く決心している。
五十路と出会う前は広瀬警部補の部下として仕事をしていた。しかし、広瀬は取り押さえようとしたヤクザに銃撃されて殉職。仇討ちは丸越がしたが、今も上司のことは記憶にとどめている。
優秀な医者の家系の生まれで、家族は父と母、妹がいる。父親は家業をついで欲しかったらしく警察官になることを認めようとはしなかったため、祖父に頼んで書類にサインをもらい、実質家出という形で警察寮へ入り込んだ。それ以前は本牧で遊んでおり、得意の空手を使ってゴロツキやヤクザを相手に用心棒まがいのことをして立ち回っていた。後に掲載された「命どぅ宝」では、警察官になった時点で父親から勘当されていたことが語られている。また同話では父親が病死してしまい、全ての資産・財産は妹とその子供二人に相続させるという遺言状が遺されていた。丸腰に贈られたのは、記念品の懐中時計のみだった。丸越の友人の弁護士は「騙し討ちみたいな内容」「友人として憤りを感じる」と父親のやり方に怒りを見せていたが、丸越自身は「なに不自由なく育ててもらい、大学まで出してもらった。俺にはそれだけで十分だ」と亡き父親に向けて独白していた。直後、丸越に怨みを持つテロ組織の一人が報復のためスカンジナビアの大使を人質に取り彼を指名しておびき寄せる。テロ犯から銃撃されるが、奇跡的に胸ポケットに入っていた懐中時計が弾を防いだおかげで大事には至らず、油断していたテロ犯を征圧し人質を助け出した。「命こそが宝」、丸越は自分の最も大事なものを父親が守ってくれたと悟る。その後、妹は病院経営を放棄し、マンション経営に切り替えたため病院家業は彼女の代で潰えることとなった。74巻では「丸越の異母弟(隠し子)」が一話限りで登場。丸越と同じく刑事であり、向こうは丸越のことを知っていたが、一度顔を合わせただけで以降は会っていない。
新まるごし刑事での丸越
逆立った短髪に見た目が20代～30歳前後とスタイリッシュな容姿に変更された。また口ひげもなくなってサングラスもまったくかけなくなった。基本的な性格や振る舞いは原作と変わっていないが、見た目がゴツくなくなったので筋者とは勘違いされず、初登場時は「工場勤務の労働者」として振る舞っていた。
劇場版での丸越
『新まるごし刑事』では、原作とは異なるアウトロー的な雰囲気のキャラクターとなっている。喫煙していたり、警棒を武器にする、五十路のおどけた態度にキレるなど、危険な雰囲気を持つ激情家として描かれている。
五十路貞造（いそじ ていぞう）
1巻から登場。丸越の相棒で上司。警視庁刑事部捜査第一課特殊犯捜査第八係兼京橋警察署刑事課強行犯捜査第一係巡査部長(警視庁と京橋警察署を兼務している部長刑事)。階級は巡査部長(主任)→警部補(74巻)→警視(75巻最終話)。大東流柔術とボクシングの使い手。丸越からは「とっつぁん」、同僚からは「五十路長(イソチョウ)」「イソチョウ」と呼ばれている。年齢は名前の通り五十代前半。細目で目を開く場面が少なく、三白眼。15年以上前は公安部で働いていたが、それ以前は「特別捜査本部事件」により築地署に出張っており、当時の所属は「捜査第一課特殊犯捜査係(「周流」より)」。それから公安部異動を得て今の所属となった。その繋がりで公安などから応援を頼まれることもある。既婚者だが大分前に妻を亡くしている。
飄々としており小柄でジジ臭い感じのする老齢の男だが、悪知恵が働き、体術も高い実力を誇る。徒手空拳で激しいアクションを披露する丸越とは逆に、軽い身のこなしで敵の攻撃を躱し投げ技や拳銃を使って相手を制圧する。また、飛び上がっての空中殺法も用いる。丸越がピンチになるとどこからともなく駆けつけ助けるというシーンが多い。物語後半では逆に助けられるシーンが多くなり、前半と比べるとピンチになることが多くなった。後に「じじい」と呼ばれると額に青筋を浮かべて怒りを見せるようになったり、「激闘(イグザーション)」「大変失敬(イクストリームルード)」など漢字に英語のルビを振る言い回しが見られるようになった。
女性にモテるが、ストライクゾーンは広く女子大生から未亡人まで広くカバーをする。若い時分からあまたの女性と関係を築いており、今でも会うことがある。そのため金欠してばかりでよく丸越や真田キャップからお金を借りている(給料日には返している)。警視正の池田管理官からまで(弱みに付け込んで)借りたこともあった。丸越しと違って中卒であるが、特に気にした様子はない。反面、身分を偽る時は「大学教授」「企業の会長」、待ち合わせ相手に対し自分と丸越の特徴を「ハリソン・フォードとリチャード・ギア」と述べており、社会的に地位の人物を意識しているようである。
言動が軽いためいい加減な性格に思われがちだが、刑事としての意識と誇りは高く、時には誰よりも厳格な表情を見せることも。最初期では(一般人の女性がいたため)敵に捕まってしまったり、丸越の無茶に大層驚く、刀を持ったチンピラ青年に負けそうになるなど活躍する面は少なかった。本格的にメインキャラクターとして登場するようになったのは3巻からとなる。この頃は「～じゃねえか」「～だぜ」など口調が若々しかった。
劇中で何度か丸越とやり合っているが、いずれも八百長試合のため五十路が勝っている。終盤ではヤクザたちの注意を惹くためリングの上で試合を繰り広げ、お互いの攻撃が届くというところで仲間たちが突入したので勝負は中断となった。
新まるごし刑事での五十路
額から頭頂部が完全に禿げ上がり、オヤジ度が増している。またくだらないオヤジギャグで丸越を呆れさせたりしている。「ジジイ」と呼ばれると本気で怒ったり、つき合っている女性が辱められたならば激怒して犯罪組織を徹底的に壊滅させるなど火が付くと手に負えなくなっている。女好きという性格を利用され、ヤクザの罠に掛かり警察手帳(ID)を奪われて犯罪に利用されそうになるも、睡眠薬で眠らされる直前に丸越に応援を頼むなど抜け目がない。丸越と並んで「素手ゴロなら敵なし」と言われている。
劇場版での五十路
『新まるごし刑事』では、惨殺死体の発見現場でいきなり放屁をかましたり、携帯電話を足で取ろうとするなど下品かつ物ぐさなキャラクターになっている。
真田（さなだ）
1巻から登場。階級は警部補。係長と書いて「キャップ」と呼ばれている。丸越や五十路の上司であり、年季の入った男性だが空手の有段者で腕っぷしも強い。五十路と同じく糸目。マイホームのローンの支払いに丸越と五十路に協力してもらうなど、部下からの友情も篤い。年齢は不明だが五十路からは「50を過ぎて警部補になった」と言われている。
家族がいるが、たまに他の女性にうつつを抜かすこともある(その想いが報われないこともあった)。
課長
3巻から登場。一課の長。肥満体型で頭頂が禿げあがった髪型が特徴。我の強い登場人物たちの中で穏やかな人格で、血を見るのが苦手。ケンカも強くはない様子。ただしやる時はやるタイプで、鋭い眼差しを見せることも。五十路とは同年輩であり、娘が一人いる。しかし娘と五十路が友達になったため、五十路から「お義父さん」とからかわれているので頭を痛めている。
笹原 数敬
終盤に登場した刑事。捜査第一課特殊犯捜査第八係主任警視庁警部補→警部(74巻)。階級は五十路より上だが後輩のため敬語を使っている。
実力は非常に高く、格闘技の達人を容易く制圧するほど。また射撃の腕も相当なもので、走行中の列車から宙に放られた爆弾を撃ち抜いている。丸越から「アメリカ映画みたいだ」と感心された。
例に漏れず女好きな性格。
シスター・マリア 松田ももこ（まつだ ももこ）
「松田桃子」とも。
6巻から登場。本作におけるヒロイン的存在で丸越のパートナー。年齢は「若すぎず、年増でもない」とされている。大学生の妹がいる。
警察関係者ではなく教会に勤める武闘派シスター(格闘技オタク)。ヴェールの中は髪をオールバックにしている。初期の一人称は「オレ」。見た目に反してまるで男のような口調だったため丸越も驚いていた。後に「アタシ」を使うようになり口調も少し女性的になったが、激昂した際は男口調になるなど本質は変わっていない。
ヤクザや犯罪者相手に一歩も引かない気の強さを持つが、美人ゆえに襲われてピンチになることも。潜入捜査に協力したこともあり、逆に丸越に事件の解決を依頼することも多かった。格闘技の心得もあるようで、自ら囮となってヤクザに近づき倒したこともある。唯一上司である「マザー」には頭が上がらない。
バーで一人で飲んでいたところ、五十路から酒を奢られたのをきっかけに知り合うことに。そのまま殺人事件の捜査へ向かった丸越・五十路に興味を持ち、後をつける。その際、犯人一味に銃を向けられ窮地に陥っていた二人を助けた。以降は丸越のガールフレンドのような存在になり、捜査に協力する。丸越とは肉体関係を匂わせる描写はないが、彼が他の女性に現を抜かすと途端にやきもちを焼くなど好意を持っているようである。
一時期出番は下がったものの、初期から後期まで登場し続けた唯一の女性キャラクター。一時期登場しなくなった際は、ベルギーの修道院に転属となり、さらにロンドンへ移っていたことが語られた。終盤では上司に賄賂を贈って再び日本に戻してもらい、丸越＆五十路と再会を果たす。その時は悪徳富豪の父子(妻の連れ子のため血の繋がりはない)から言い寄られており、丸越をボディガードとして伴い、交際を断る旨を告げた。しかし逆上した父子は丸越がマリアを唆したと言い掛かりをつけ、対決することになった。父親は丸越に、息子はマリアに倒され、ダブルノックアウトされた。これが彼女の最後の登場となった。
新まるごし刑事でのマリア
第二話から登場。修道女姿ではなくなり、髪型もロングヘアーに変更された。モデルガンで相手を脅しつけたり、格闘技を学んだりと気の強い性格は変わっていない。女の勘とも言うべきか、五十路が上述の罠に掛かりそうになった際は相手の女に不審を見せている。
劇場版でのマリア
『新まるごし刑事』では、名前が「シスターマリアももこ」となっている。性格はかわい子ぶりっ子で丸越を「カズちゃん」と呼ぶ。しかしツッコミの際は顔面にパンチをするなど過激なところがある。怒ると原作同様男口調になる。

### 警察関係者
荒坂 十郎
京橋警察署新任署長。階級は警視正。既に高齢だが負けん気の強い性格。鹿児島県の寒村出身で、現在は鎌倉在住ということになっているが、実際は芸者の愛人と別宅で暮らしている。この愛人のことは「お前なしの人生は考えられない」「実家には子供たちがいるが、オイの居場所はここじゃ」というほど溺愛している。妻は既に他界しており独身。連載初期には彼とは別の「署長」が登場している。
結構な年齢のはずだがまだまだ暴れたいようで、「悪を倒す」ことには強い執着心を見せる。このため丸越の後ろ盾となることが多く、彼が悪党相手に好き勝手出来る要因の一つになっている。
初登場時には剣術を見せているが、描写としては拳銃を用いたアクションがほとんど。警察官が持つそれとは明らかに異なる物を用いており、威力が高い。
矢崎
1巻から登場。一課の刑事で丸越の後輩。大柄の男性で、取り調べの際には被疑者を痛めつけるなど手の速い性格。名前が判明したのは後から。
丸越と棒術の訓練をした時には善戦したものの、丸越が責めに回った途端歯が立たず一本取られている。
権蔵
ゴリラのような強面と大柄の男性刑事。課は異なるが丸越たちに協力することが多く、一緒にヤクザを倒したことがある。ヤクザの車に対してわざとぶつかって停車させた時は「重症だ」と言いながら平気な顔をしている。また丸越がヤクザの事務所に乗り込んだ時は同行し、丸越の蹴りに股間を打たれた親玉に「オマケのエルボー」をくらわせてノックアウトした。
山崎 太吉
警視庁京橋警察署刑事課強行犯捜査第二係主任。権蔵の上司。顔は厳ついが性格は穏やかで明るく、現場で丸越とくだらないジョークを言い合ったりしている。
当初は名前がなかったが後に設定された。
池田 武市（いけだ ぶいち）
12巻から登場。捜査第一課(刑事課)の管理官。当初の階級は警視正だが後に警視に設定された。男気溢れる壮年であり、非合法な作戦にも協力して犯人退治を手伝うこともある。ナイフを持ったチンピラを無駄な動きなく制圧するという非常に高い実力を持つ。
今でも女好きで、美女には目がない。初登場時は無修正の裏ビデオを見て涎を垂らし、丸越を呆れさせている。
鎌田 文也
眼鏡を掛けた優男。登場当初の役職は「警察庁警務局社会協力課課長補佐」で階級は警視。
東大出のエリートだが根性がなさ過ぎて犯人逮捕にまったく役立てず、「聞こえはいいがどうでもいい役職」に回されていた。真田係長から「家族を旅行に行かせてあげたい」と悩みを聞いた丸越、五十路が鎌田と接触。手柄をあげさせる代わりに広告費用を捻出して……と取引を持ち掛ける形で知り合った。凶悪犯を逮捕したことで男を上げ、晴れて捜査二課の課長に納まるも、その逮捕方法は車で逃げる被疑者に対して銃を乱射するという危険なもので、危うく丸越も撃たれるところであった。以降は二人に頭が上がらず、丸越もその関係を利用して交番勤務の巡査部長に協力させ、見返りとして刑事に昇進させている。
出番が大幅に減ったが終盤では丸越から駐在警官(巡査部長)を刑事に取り立てるように頼まれ、1コマだけ登場した。今でも義理は欠いておらず「お安い御用」と引き受けている。
北川幸二郎
警視庁外事局の捜査官で、五十路が公安にいた頃の同僚。外交関係の犯罪で困った時は五十路に助太刀を頼んだことがある。その縁で丸越と知り合い、台湾情報員から女性を守るために助太刀を依頼した。
小島 正幸（こじま まさゆき）
警視庁捜査二課の主査警部で「城南建材」の跡取り息子。丸越より年上で、隙あらば女性をナンパしているプレイボーイ。だがひとたび事件が起こるとデートを中断してでも解決に乗り出す気概と、悪党を叩きのめせるだけの実力と胆力を持っている。北川幸二郎の舎弟分でもある。
素行不良のため監察(警務部)から目をつけられていたところ、ライバル会社が雇った殺し屋が襲来。居合わせた監察とさらに応援に駆け付けた丸越を加えて協力し、見事逮捕する。これが縁となって丸越と知り合うこととなった。
二度目の登場では、北川から要請により丸越と共に公安に助太刀した。出番はあまりなかったが台湾の情報員相手に銃を向け、丸越たちを援護した。
しばらく経ってから登場した時には、少々老けた顔立ちになっており丸越より年上であることが一目で分かるように老け顔になっていた。これが最後の登場となった。
宮田のぞみ
少年係担当の婦警。階級は巡査部長。ポニーテールで可愛らしい見た目とは裏腹に気が強く性格も武闘派。相棒の畠山婦警とコンビを組んで不良たちの取り締まりをしている。
荒坂署長から連続強姦事件(後に殺人)の囮捜査員を頼まれるが、多勢に無勢で本当に捕まってしまう。丸越たちの救出が遅れ危うく強姦されかけたが間一髪のところで助けられ、そのまま加勢して強姦魔たち(ヤクザを筆頭にした不良少年ら)を倒した。直後、トップレス姿で胸を晒していることを畠山に指摘されて女性らしい反応を見せている。
後に丸越に硬派な男らしさを求めてデートしている。
畠山 ミキ
のぞみの相棒。お団子にまとめた髪にチャイナドレスというファッションの女性で、目つきが鋭く言動ものぞみほどではないが男勝り。連続強姦事件で丸越たちと共闘し逮捕に貢献した。拳銃の扱いにもたけており、走行中のトラックから曲芸のような射撃技術を披露している。
その後、海外の反体制組織のテロ行為に警察関数名が巻き添えとなり死亡した事件の担当となり、報復のためのチームの一員として丸越、五十路と組んで3人で組織の壊滅に協力した。戦闘力は丸越たちより劣るものの拳銃一つで最後まで戦い抜き無事生還。五十路からもその技量と度胸を褒められている。
ヤクザに関しては「大義のために命を捨てる覚悟なんてない」と軽蔑している。

### サブキャラクター
丸越の情婦（バシタ）
第一話から登場。本名は不明。元々はとあるヤクザたちの情婦だったが、彼らを逮捕した丸越に乗り換えた。以降は丸越に協力的になり、悪事を働いている描写はない。連載初期はよく登場していたがすぐに出番が減っていった。ガーゴイル・ユートピアとの対決で久々に登場した時は、「どのツラ下げて戻ってきたのよ！」と丸越に激怒していた。教祖を確保した丸越・五十路を始末するべく追いかけてきた信者たちから彼らをかくまった。劇中ではこれが最後の登場となった。
松井 愛（まつい あい）
1巻から登場。人呼んで「ブルークロスの愛」。レディース「ブルークロス」を率いる17歳の少女(18歳間近)。二年前、父親が経営するお店にヤクザからみかじめ料(用心棒代)を要求され、断ったため拉致され輪姦されかけた。しかし、それに勘付いた丸越に救われる形で知り合った。連載初期はたまに登場しており丸越のピンチを助けたこともあったが、間もなく登場しなくなった。
不良女子中学生たち
上記の愛に代わる存在として登場。丸越の知り合い。見た目はスケバンそのものだが正義感が強く、中には婦警になりたいと考えている者もいる。警察組織について詳しい。
スケバンたちは何度か丸越に協力しており、ヤクザの逮捕に一役買っている。
北芝
北芝医院の跡取り息子で丸越の友人。自身は事務長を務めており、意志として活動する様子はない(むしろケガ人を増やす方が得意である)。空手は四段の腕前でチンピラを容易く打ち倒す実力者。人脈も幅が広く、親族には警視庁のキャリアや四課二課に仕えているのが大勢いる。しかも特捜機関のご老人や関東の古い親分衆ともコネを持っており、ヤクザでも迂闊に手が出せない相手として裏の世界でも恐れられている。丸越とは父親が医者という繋がりで知り合い、「カズちゃん」と呼んでいる仲。
大原レイコ
生保レディの老婆。通称「オバンバ・ディスパッチャー」。70歳になるにも拘らずナイフを持ったチンピラを軽くあしらうなど実力が高い。バーで飲んでいた丸越に興味を持ったことで知り合った。
表向きは保険のセールスをしているが、裏ではディパッチャー(個人による人材派遣業)を行っている。どちらかと言うと仲介屋に近く、遺産相続の件で身内から狙われていた女性に対し、ボディガードとして丸越を紹介した。以後も丸越たちに様々な依頼を仲介する。

### 典郷一派
典郷代議士（てんごう）
典郷管理官の兄。政界の大物でヤクザと組んで汚職を働いている。弟の後ろ盾にもなっているため、警察もこの兄弟には迂闊に手を出せないでいる。
典郷管理官（てんごう）→参事官
連載初期からたびたび語られる悪の黒幕。階級は警視→警視長。終盤では管理官から参事官となった。登場当初は刑事部捜査第一課に属していたが、すぐに警務部人事課へと転属となった(つまり汚職を働いている人間が、不正を摘発する立場のトップになった)。さらに春の異動で外務省に出向し、どこかの国の領事になることが五十路の口から語られた。京橋警察署の副署長とは初任科の同期生。
自身はノンキャリだが兄が政権党の大物代議士であり、協力して様々な悪事を働いているため「警視庁のガン」と呼ばれている。存在自体は語られているが、ストーリーにはほとんど登場しないため丸越たちが闘うのは彼の手下である。連載初期に丸越の前に姿を見せているが、影が掛かっているため容姿は判別不能。
兄とヤクザの密会現場を丸越の知り合いのホームレスが目撃してしまったため、口封じに殺したことから丸越が動くこととなり、その縁から敵対することになる。当初は殺し屋を送り込むが失敗し、二度目は丸越を「殺し屋(被疑者)の追跡」という名目で無人島へと送り、殺し屋と戦わせて抹殺しようとしたがこれも失敗。以後は丸越から手を引いたものの、今でも悪事を働いている。
以降は長らく名前が出て来なかったが、終盤にて湯谷と丸越が激突した際に警視庁からマークされていることが語られた。最終的な決着はつかないまま連載終了となった。
副署長
京橋警察署副署長。薄くなった頭に肥満体型の中年。権力者には媚びへつらい、下の者には傲慢になるなど典型的な小物。丸越のことは忌み嫌っており「汚物(おもの)」とまで言っている。丸越も「好かれてない」ことは気づいており、お互いに嫌い合っている。典郷管理官とは初任科の同期生であり、その縁から丸越暗殺の片棒を担いだことがある。
上記の丸越暗殺以降も何度か登場したが、後に別の人物が副署長として登場するようになり彼の出番はなくなった。代わりに段藤という人物が公認で一度だけ登場した。
長峰 文栄
典郷代議士と密会していたヤクザが雇った殺し屋。武器はナイフ。身長は平均的だが身のこなしが軽く、丸越でも追いつけない機動力を誇る。劇中で丸越とは三度もやり合った強敵。
ホームレス殺しを嗅ぎ回っていた丸越を始末するための刺客として送り込まれた。一度敗北して逮捕されるが、護送中に仲間たちによって救出される。その後、丸越を殺せば無罪放免という取引に応じ小笠原諸島従兄島へ移動。典郷管理官の策謀で連れてこられた丸越と再び死闘を演じる。奇襲攻撃で丸越を翻弄したが、腕を掴まれて共に崖を滑り落ちたところを捕縛された。だが海へ出た途端、縄を解いて海面へと跳び込み「日をあらためて勝負しようぜ」と言い残して姿を消した。
その後はしばらくの間姿を見せなかったが典郷代議士一派のリベート疑惑に関わる私設秘書たちを殺害する殺し屋として登場。秘書たちに汚職の罪をかぶせ、それが暴かれることがないように自殺に見せかけて口を封じていた。秘書を守るために現れた丸越と三度目の戦いを繰り広げる。ほとんど互角に渡り合ったが、相棒の女殺し屋に見限られ額を銃撃されて死亡する。その女殺し屋も丸越に逮捕されてしまい、典郷たちを守るべく隠し持っていた刃物で自殺するという末路を辿った。
下田
少年課二係の主任。評判はすこぶる悪いが、バックに典郷がついているため上司たちも関りを避けている。
柔道五段の腕前で身体も大柄。外見通り粗暴な性格で、暴力や恐怖で相手を脅すことに長けている。実は黒頭女連合とツルんでおり、自分が担当した非行少女たちに対してヤクザを差し向け、「非行歴を雇い主にバラす」と脅しつけて売春させていた(その内の一人は逆らったため殺害されている)。このため羽振りがよく成金趣味を全開にした格好をしている。そのことを丸越に見破られたため、口封じに襲い掛かる。一度は丸越を投げ飛ばして負傷させたが、すぐに逆転されアッパーとハイキックのコンビネーションでK.Oされた。彼の悪事は、被害者たちの勇気ある告白によって白日の下に晒されることとなった。
湯谷
典郷参事官の忠犬刑事。権力をかさにきる典型的な小物。捜査二課所属。階級は巡査部長か警部補と見られている。
銀行の頭取と寝たスチュワーデスの弱み(ヌードビデオと革命家に加担した証拠映像)を握り、それをネタに揺すりをかけた上、肉体関係を迫っていた。湯谷の姉がヤクザの情婦であるため、その繋がりからヤクザと協力してスチュワーデスに追い込みをかけていたが、スチュワーデスが丸越に助けを求めたため捜査妨害を行うべく丸越を拉致。そして服従か薬物による発狂かを迫ったが、油断していたため目つぶしをくらいあっさりと逃げられてしまう。その後、ヤクザと行動していたところを丸越に連れ去られ、車ごと海に突っ込まれてしまう。悔しさの余り逆上し丸越を殺すと叫ぶが「いつでも来い」と返された。なお、脅しに使ったヌードビデオは五十路によって回収されたことが語られている。
典郷の関係者の中では、最後に登場した人物。

### 敵対者
奈月
2巻に登場。悪徳刑事の男。資産家の不良令嬢・詠子を脅迫して無理やり男女の関係にし、彼女の財力を用いて出世を狙っていた。しかしその詠子が大学生カップルを暴行・強姦したことで丸越に目をつけられてしまう。詠子の機転で奈月が丸越を逮捕したが、彼と一緒にいた監察官から奈月の悪事をネタに引き下がるように告げられたので撤退。詠子は逮捕されてしまったので丸越に復讐を目論む。今度は高校生を利用して売春を行っていたヤクザの下っ端として登場。丸越が売春女子高生たちに一杯食わされ、一服盛られたことで身体が動けなくなったのを幸いに痛めつけ、さらには女性を殺害した罪をかぶせようとまでしたうえで丸越を殺そうとした。しかし、そこへブルークロスの愛たちが殴り込んだことで返り討ちに遭い、自分が女性殺害の罪で逮捕されてしまった。実は隠し子がおり、ヤクザ側に脅し(警察に口を割らないように)の意味も込めて拉致されそうになったが、こちらも丸越たちが保護したためヤクザ側も御用となった。
ガーゴイルの教祖
宗教団体「ガーゴイル・ユートピア」を率いる男。新興のクリスチャニティを通じて大物官僚たちを麻薬と女で支配し、大きな組織をつくろうとしていた。その内の一人が麻薬のやりすぎでイカれたため、足がつく前に強盗殺人に見せかけて部下に殺害させた。信者に扮して潜入捜査にやってきた丸越の正体をすぐさま見抜き、かつ覗き見していた丸越の存在に気づくなどかなりの鋭さを持つ。PCP(エンジェル・ダストという麻薬の一種)を飲んだことによって常人の五倍の力と痛みを感じない肉体を得ている。戦闘描写を見る二武術の心得もある様子。
薬の力とはいえ丸越を劣勢に追い込み、腕をへし折る寸前まで追い詰めた。しかし駆けつけた五十路によって、脳天に花瓶を叩きつけられて敗北した。逮捕された後は薬が切れたことで穏やかな青年となっており、慌てるわけでもなく「神が存在する限りその対岸に悪魔は生き続ける。ガーゴイル(自分)は先兵に過ぎない」と語っている。だが「貧乏神」を背負った五十路にはまったく恐れられず、「刑期を終えたら時給700円で事務をやらないか」と就職の世話を打診された。

### 新まるごし刑事から登場した人物
梶本
修道院勤務の中年。二話から登場。マリアのアッシーのような役割で車の運転をしていた。
ボブ
九話から登場。アフリカの黒人だが日本国籍を取っているので日本人を名乗っている。五十路の知り合いで、後述のムルと共に丸越と協力して犯罪組織を叩いた。
ムル
九話から登場。ナイジュリア人の黒人。眉毛が太いのが特徴。ボブの相棒で「センパイ」と呼ぶ。素手ゴロの技量は非常に高い。後輩のため丸越にも敬語を用いている。

## 新まるごし刑事
小林政王作画に代わり新たに描かれている、丸越の容姿も前作のワイルドな感じからスタイリッシュな感じに変わっている。
マンサンコミックスより発刊されたが、1巻を最後に連載が途絶えている。
- 新 まるごし刑事(1)（マンサンコミックス 2009年3月7日発売）

## オリジナルビデオ

### まるごし刑事
1993年製作。1993年10月9日発売。松崎しげる主演。

#### キャスト
- 丸越和人：松崎しげる
- 五十路貞造：山本昌平
- 李星蘭
- 長谷川とも子
- 飯島直子
- 又野誠治
- 下元史朗

#### スタッフ
- 製作：ケイエスエス
- 監督：片岡修二
- プロデューサー：伊藤靖浩、岡本史雄
- 企画：高野秀夫
- 脚本：岩田元喜、周知安
- 撮影：下元哲
- 主題歌：松崎しげる「SENTIMENTAL」

#### リリース
- VHS『まるごし刑事』（1993年10月9日、ケイエスエス）
- DVD『まるごし刑事』（2007年7月27日、ケイエスエス）

### 新まるごし刑事!
全2作。2009年発売。高木淳也主演。

#### 『新まるごし刑事!』2作共通キャスト
- 丸越和人（警視庁刑事部捜査官、主人公）：高木淳也
- 五十路貞造（警視庁刑事部捜査官、まるごしの相棒）：志賀勝
- シスターマリアももこ（丸越のガールフレンド）：白田久子
- S（エス、情報提供者）：テレンス・リー（友情出演）
- 二ノ宮武人（警視庁捜査第一課理事官、まるごしの上司）：北芝健（友情出演）

#### 『新まるごし刑事! 鉄拳制裁だ!歌舞伎町!』キャスト
2008年製作。2009年3月25日発売。歌舞伎町にて若い女性ばかりを狙った猟奇殺人事件に丸越と五十路が挑む。
- 平田健二（民民商事社員、ジャンキー）：ダンディ坂野
- 平田の上司（民民商事社員、パワハラ上司）：芋洗坂係長
- ヤクの売人（平田にクスリを売った女性）：あじゃ
- 関東舞舞組組長 舞野舞男：國本鍾建

#### 『新まるごし刑事! チャイルドを救出せよ!』キャスト
2009年製作。2009年6月25日発売。インターネットにて幼い子供達が性的虐待を受けている児童ポルノが蔓延。丸越は児童ポルノ画像から、これが日本で撮影されたものだと気づく。
- ビラ配り：アゴ勇
- ちょび髭（店長）：木下隆行（TKO）
- AV女優（女優兼ネットアイドル）：MaKo
- 須磨アキラ（ソフト制作会社「ペインキラー」プロデューサー）：井田國彦
- 裏ビデオ監督：河本タダオ
- ハッカー：坂本真
- 法務大臣 磯野克彦（衆議院議員）：倉石功

#### 『新まるごし刑事!』2作共通スタッフ
- 企画・プロデューサー・脚本・音楽・監督：高木淳也
- 製作：及川次雄（コンセプトフィルム）
- 原作：北芝健（実業之日本社刊）
- プロデューサー：山本ほうゆう
- 撮影：河中金美
- 照明：松井博
- 録音：杉田信
- 編集：吉川忠雄
- 美術：山本昭夫
- 助監督：山口雄也
- 小道具：宮崎誠也
- 衣裳：間野喬子、増田愛弓
- ヘア・メイク：高村みこ
- スチール：石川登栂子
- 擬闘：辻井啓伺、森崎えいじ
- ガンエフェクト・操演：ビル横山、会田文彦
- 音響効果：丹雄二
- EED：高木晋倫
- MA：関谷行雄
- 主題歌「傷」作詞：奥田絢子 / 作曲：生本直毅 / 歌：奥田絢子（コロムビアミュージックエンタテインメント）
- 挿入歌「優しすぎた君、甘えすぎた私」作詞：奥田絢子 / 作曲：生本直毅 / 歌：奥田絢子（コロムビアミュージックエンタテインメント）
- 制作協力：メディア・ワークス
- 制作：キングオブキングス
- 製作：コンセプトフィルム

#### リリース
- DVD『新まるごし刑事! 鉄拳制裁だ!歌舞伎町!』（2009年3月25日、GPミュージアム）
- DVD『新まるごし刑事! チャイルドを救出せよ!』（2009年6月25日、GPミュージアム）